# Epilampra fusca
Epilampra fusca är en kackerlacksart som beskrevs av Brunner von Wattenwyl 1865. Epilampra fusca ingår i släktet Epilampra och familjen jättekackerlackor. Inga underarter finns listade i Catalogue of Life.